# Saison 1909 de la Juventus FC
Maillots
Chronologie
Saison précédente Saison suivante
La saison 1909 du Foot-Ball Club Juventus est la dixième de l'histoire du club, créé douze ans plus tôt en 1897. 
Le club du Piémont participe ici à la 12e édition du championnat d'Italie (Coupe Romolo Buni), ainsi qu'au championnat fédéral F.I.F. (non officiellement reconnu par la FIGC).

## Historique
Pour cette saison 1909, avec l'ancien joueur (et l'un des créateurs du club) Carlo Vittorio Varetti comme président, l'équipe tente de remporter un titre officiel.
Plusieurs nouveaux joueurs arrivent dans l'effectif comme Oscar Frey, Carlo Bianchi, Angelo Besozzi ou encore Ugo.
Le FBC Juventus inaugure cette saison son nouveau stade à domicile, avec le Corso Sebastopoli.
Lors de la Prima Categoria 1909 (alors l'ancêtre de la Serie A) appelé aussi à l'époque Coppa Romolo Buni, qui commence au mois de janvier 1909, la Juve, bien que toujours en désaccord avec la FIGC, joue son premier match à domicile dans les éliminatoires régionales contre le FBC Torino le dimanche 10 janvier avec comme résultat une défaite 1-0. Le match retour disputé une semaine plus tard au Velodromo Umberto I le 17 janvier voit finalement les bianconeri  s'imposer sur le score de 3 buts à 1 (les buts de la Juventus sont inscrits par Borel I (doublé) et Oscar Frey). Étant les deux seuls équipes piémontaise, un match de barrage doit avoir lieu entre les deux clubs, qui se dispute donc le dimanche 17 janvier 1909. Le match voit le Torino battre les juventini par 1 but à 0.
Comme lors des deux années précédentes, la Juventus est éliminée au même stade de la compétition sans parvenir à passer le tour éliminatoire, ne se qualifiant pas pour la phase finale du championnat, où les joueurs étrangers furent désormais à nouveau autorisés à jouer.

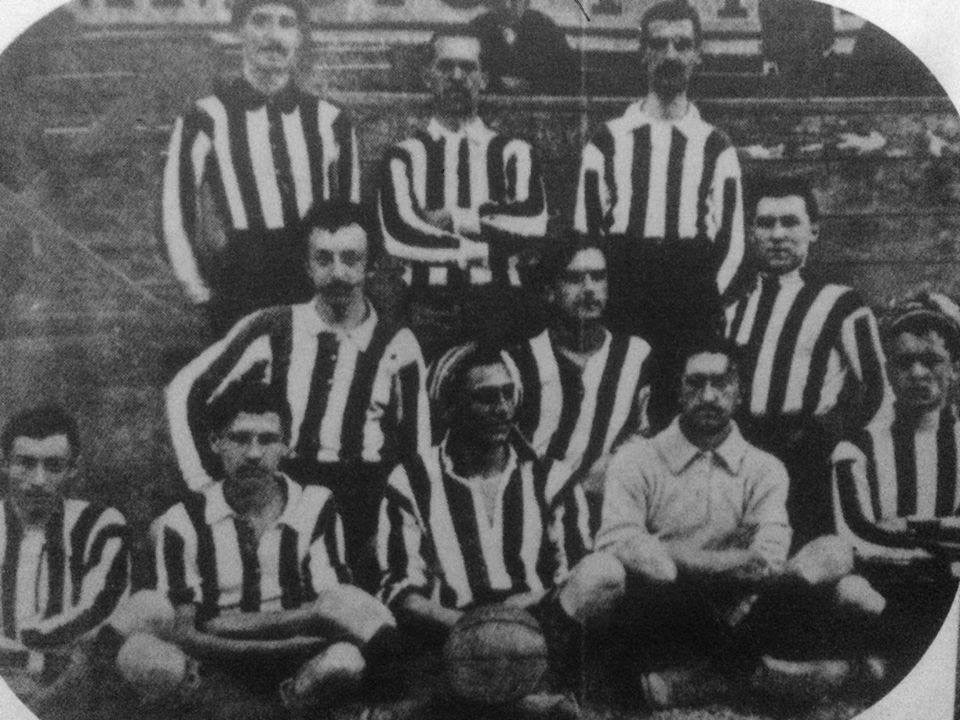
Les bianconeri vainqueur de championnat fédéral

Au printemps 1909, les meilleurs joueurs de la ville de Turin se réunissent pour former une équipe nommée le Torino XI, afin de participer à une compétition internationale amicale, le Trophée Sir Thomas Lipton. Ce tournoi, considéré par beaucoup comme la première coupe du monde, voit le Torino XI s'incliner lors de son premier match contre les suisses du FC Winterthur sur le score de 2-1, avant de remporter le lendemain, lundi 12 avril, le match comptant pour la 3e place contre les Allemands du Stuttgarter Sportfreunde par 2 buts à 1, avec des buts turinois de Debernardi et de Zuffi II.
Après cette nouvelle décéption, le club s'engage au printemps 1909 pour la deuxième année de suite dans le Campionato Federale F.I.F. de 1909 (avec l'Andrea Doria, Piemonte, Pro Vercelli et l'US Milanese). Lors du tournoi, le Foot-Ball Club Juventus entame son premier match à domicile à Turin et bat par 1 à 0 la toute nouvelle équipe du Piemonte Football Club, avant de s'imposer par forfait 2-0 au 2e tour contre Pro Vercelli. Lors des demi-finales, le match aller disputé à Gênes sur le terrain de l'Andrea Doria se finit sur une défaite de la Juventus par 3 buts à 1. Au retour, ils s'imposent finalement par 4 à 2 le 16 mai 1909. Pour le match de barrage censé désigné le vainqueur de la demi-finale, Milan est désignée comme ville neutre pour la partie, qui fut disputée le dimanche 23 mai, remportée finalement par les Turinois 1-0. La finale aller est à domicile pour le club de Turin qui joue contre les lombards de l'US Milanese. Le match se finit sur un score de parité un but partout, avant que le match retour ne soit remporté par la Juve (2 buts à 1).
Le Foot-Ball Club Juventus remporte donc pour la deuxième fois de son histoire le 2e et dernier Championnat fédéral de la F.I.F..

## Déroulement de la saison

### Résultats en championnat

#### Éliminatoires du Piémont
| dimanche 10 janvier 1909 Match aller | Juventus | 0-1          | Torino | Stadio di Corso Sebastopoli, Turin 15h30 Arbitre : Alziator |
| dimanche 10 janvier 1909 Match aller |          | 85e Capra II |        | Stadio di Corso Sebastopoli, Turin 15h30 Arbitre : Alziator |

| dimanche 17 janvier 1909 Match retour | Torino   | 1-3 | Juventus     | Velodromo Umberto I, Turin 15h30 Arbitre : Goodley |
| dimanche 17 janvier 1909 Match retour | Capra II |     | Borel · Frey | Velodromo Umberto I, Turin 15h30 Arbitre : Goodley |

- Match de barrage

| dimanche 24 janvier 1909 | Torino      | 1-0 | Juventus | Velodromo Umberto I, Turin 15h00 Arbitre : Radice |
| dimanche 24 janvier 1909 | Zuffi I 42e |     |          | Velodromo Umberto I, Turin 15h00 Arbitre : Radice |

### Résultats en championnat fédéral F.I.F.

#### Éliminatoires du Piémont
- 1er tour

| dimanche 25 avril 1909 | Juventus | 1-0 | Piemonte | Stadio di Corso Sebastopoli, Turin |
| dimanche 25 avril 1909 | Bianchi  |     |          | Stadio di Corso Sebastopoli, Turin |

- 2e tour

| dimanche 2 mai 1909 | Juventus | 0-2 victoire par forfait | Pro Vercelli | Stadio di Corso Sebastopoli, Turin |
| dimanche 2 mai 1909 |          |                          |              | Stadio di Corso Sebastopoli, Turin |

- Demi-finale

| dimanche 9 mai 1909 | Andrea Doria     | 3 - 1 | Juventus       | Campo sportivo della Cajenna, Gênes Arbitre : Pasteur |
| dimanche 9 mai 1909 | Buteurs inconnus |       | Buteur inconnu | Campo sportivo della Cajenna, Gênes Arbitre : Pasteur |

| dimanche 16 mai 1909 | Juventus                          | 4 - 2 | Andrea Doria                | Stadio di Corso Sebastopoli, Turin Arbitre : Berardo |
| dimanche 16 mai 1909 | Goccione 2e · Bianchi 39e · Donna |       | 35e Baglietto · (pen.) Calì | Stadio di Corso Sebastopoli, Turin Arbitre : Berardo |

- Match rejoué

| dimanche 23 mai 1909 | Juventus    | 1 - 0 | Andrea Doria | Arena di Milano, Milan Arbitre : Meazza |
| dimanche 23 mai 1909 | Armano 105e |       |              | Arena di Milano, Milan Arbitre : Meazza |

- Finale

| dimanche 30 mai 1909 | Juventus        | 1 - 1 | US Milanese  | Stadio di Corso Sebastopoli, Turin Arbitre : Gama |
| dimanche 30 mai 1909 | Borel 5e (pen.) |       | 44e Boiocchi | Stadio di Corso Sebastopoli, Turin Arbitre : Gama |

- Match rejoué

| dimanche 6 juin 1909 | US Milanese | 1 - 2 | Juventus                 | Milan |
| dimanche 6 juin 1909 | Pizzi 40e   |       | 28e Borel · 50e Barberis | Milan |

| La Juventus championne d'Italie du Campionato Federale F.I.F. de 1909 |

### Matchs amicaux
| vendredi 1er janvier 1909 | Juventus         | 2 - 0 | Piemonte |  |
| vendredi 1er janvier 1909 | Buteurs inconnus |       |          |  |

| dimanche 14 février 1909 | Servette Genève | 0 - 1          | Juventus |  |
| dimanche 14 février 1909 |                 | Buteur inconnu |          |  |

#### Palla Dapples
| dimanche 21 mars 1909 | Torino           | 2 - 1 | Juventus       | Turin |
| dimanche 21 mars 1909 | Buteurs inconnus |       | Buteur inconnu | Turin |

#### Trophée Sir Thomas Lipton
- Demi-finale

| dimanche 11 avril 1909 | Torino XI   | 1 - 2 | FC Winterthur       | Turin |
| dimanche 11 avril 1909 | Berardo 13e |       | Lang 25e 55e (pen.) | Turin |

- Match 3e place

| lundi 12 avril 1909 | Torino XI                     | 2 - 1 | Stuttgarter Sportfreunde | Turin |
| lundi 12 avril 1909 | Debernardi 35e · Zuffi II 75e |       | Kipp 15e                 | Turin |

## Effectif du club
Effectif des joueurs du Foot-Ball Club Juventus lors de la saison 1909.

## Buteurs
| 4 buts - Ernesto Borel 2 buts - Carlo Bianchi - Domenico Donna | 1 but - Alfredo Armano - Alberto Barberis - Oscar Frey - Giovanni Goccione |